# Matosinhos Hoje
Matosinhos Hoje era um jornal semanário regional publicado em Matosinhos, Portugal. Fundado em 1993, por Joaquim Pinto Queirós.
Foi considerado o melhor jornal regional em 1995, pelo Clube de Jornalistas de Lisboa. A sua última edição ocorreu em junho de 2010.